# Halomonas titanicae
L'Halomonas titanicae  è un batterio scoperto nel dicembre 2010 da Henrietta Mann e Bhavleen Kaur, della Dalhousie University di Halifax (Canada) e da Cristina Sánchez-Porro e Antonio Ventosa dell'Università di Siviglia (Spagna). Costoro hanno reso pubblici i risultati di nuove analisi su reperti prelevati dal relitto del Titanic, famoso transatlantico affondato nel 1912: i batteri responsabili delle formazioni rugginose chiamate rusticles, causa del degrado dello scafo, sono stati chiamati Halomonas titanicae in onore del luogo in cui sono stati trovati. La capacità di questo batterio di degradare il ferro trasformandolo in ossidi ferrosi accelera la corrosione dei manufatti presenti sul luogo del naufragio.